# Роксас, Эмануэле де
Эмануэле де Роксас (де Рохас, итал. Emanuele de Roxas; 1 января 1827, Реджо-ди-Калабрия — 4 января 1891, Неаполь) — итальянский композитор и музыкальный педагог испанского происхождения.
Окончил Неаполитанскую консерваторию Сан-Пьетро-а-Майелла, ученик Франческо Руджи и Джакомо Горделла (композиция), Джироламо Крешентини и Алессандро Бусти (вокал). В 1848 году дебютировал в Неаполе оперой «Дочь сержанта» (итал. La figlia del sergente), за ней последовали ещё две, «Джизелла» (1852) и «Рита» (1857). После холодного приёма, встреченного «Ритой», де Роксас посвятил себя преимущественно церковной музыке: ему принадлежат оратория «Семь слов Иисуса Христа», ряд месс, множество мотетов. Кроме того, с 1873 года он успешно занимался преподавательской деятельностью в своей родной консерватории: среди его учеников — заметные итальянские вокалисты Аурелия Катанео, Марио Тиберини, Луиджи Колоннезе. Серенада де Роксаса «O ben tornato amore» была записана в 1918 году Джованни Мартинелли.